# أحمد فاعور
أحمد فاعور (بالإنجليزية: Ahmed Fahour)‏ (مواليد 1966) هو رجل أعمال أسترالي من أصل لبناني الرئيس التنفيذي ومدير بريد أستراليا والرئيس التنفيذي السابق لبنك أستراليا الوطني. هاجر مع والديه إلى أستراليا سن 1970 حيث درس في مدرسة سانت جوزيف فس فيزروي. حاصل على ماجستير في إدارة الأعمال من مدرسة ملبورن للأعمال عام 1993. عين مبعوث أستراليا الخاص في مجلس التعاون الإسلامي. وهو رئيس مجموعة رب كيرل، مدير كلية النساء الميثودية ورئيس نادي كارلتون لكرة القدم. وهو متزوج وله أربع أولاد وثلاث أخوة، مصطفى وعلى ومحمد وأخت واحدة، وفاء.